# 勐波县
勐波县是缅甸佤邦下辖的一个县，位于佤邦东部，县治勐波。

## 县名
勐波县佤文名见诸活动报道有和两种。

## 地理
勐波县位于佤邦东部，西北与邦康特区相接，西邻勐能县，南接缅甸政府控制区景栋县孟卡镇区，东接缅甸政府控制区勐养县勐养镇区和掸邦东部第四特区色勒县。

## 历史
1982年，缅甸共产党在贺岛设立景北县（ကျိုင်းမြောက်ခရိုင်）。1989年，佤邦脱离缅共，勐波、贺岛一带隶属佤邦，仍设为景北县。1994年，景北县迁驻勐波，更名为勐波县。
在2008年的时候，佤邦联合军鉴于勐波是与盟军掸邦东部民族民主同盟军的联系纽带，所以拒不交出控制权。佤邦和平建设23周年庆典于2012年4月17日在此举行。
勐平区原设立勐平开发区，由佤邦直辖，2012年左右并入勐波县。

## 行政区划
勐波县下辖6区，共35乡、438个自然村：
- 贺岛区（[8]）：贺岛乡、南渡乡
- 勐嘎区（Veng' Meung' Ka）
- 勐宁区（Veng' Meung' Ngien）：勐宁乡
- 勐波区（Veng' Meung' Pawg）：勐波乡、南恩乡[9]
- 勐平区（Veng' Meung' Phien）[10]：街道乡、贺信乡、课松乡、东弄乡、老勐平乡、邦沙扎乡
- 南排区（Veng' Nam Phai）

## 政治
| 机构 | 佤邦联合党 勐波县委员会书记 | 勐波县人民政府 县长 | 佤邦政治协商会议 勐波县委员会主席 |
| ---- | --------------------------- | ------------------- | --------------------------------- |
| 姓名 | 张学明                      | 肖岩兴              | 鲍岩勒                            |
| 民族 |                             |                     |                                   |

## 民族
勐波县有本地人口8万多人和非常住人口近6万人，有拉祜族、佤族、傣族、汉族、景颇族、阿卡族、阿克族、本族、苗族、项景族、崩龙族、傈僳族、回族、恩族、缅族、布朗族等16种民族。